# Globocnik-Brücke
Bei der sogenannten Globocnik-Brücke handelte es sich um einen teilweise umgesetzten Plan von Odilo Globocnik. Dieser wollte eine Siedlungsbrücke zwischen Ostpreußen und Siebenbürgen schaffen. Odilo Globocnik war SS- und Polizeiführer des Distrikts Lublin im besetzten Polen (Generalgouvernement). Ziel war es laut Zitat: „Eine bevölkerungspolitische Erdrückung des Polentums einzuleiten“. Das Generalgouvernement sollte nach Osten ethnisch abgeriegelt werden. Diesem Ziel diente die Annexion des Bezirkes Bialystok und die Inkorporation Ostgaliziens in das Generalgouvernement. Versuche der Umsetzung dieses Planes gab es nur im Gebiet Lublin und im Raum Zamosch (Aktion Zamość).